# Anna Maria Bofarull
Anna Maria Bofarull (Tarragona, 1979) és una guionista, directora i productora de cinema catalana. El seu cinema, d'alt compromís social, acostuma a centra-se en protagonistes femenins. L'any 2021, realitzà el seu tercer llargmetratge, Sinjar, amb Nora Navas i Guim Puig, on retrata l'entrada bàrbara dels soldats d'Estat Islàmic a la ciutat de Sinjar, al Kurdistan iraquià, en una ficció basada en històries reals de tres dones que lluiten, «una pel·lícula de guerra amb ulls de dona».
| «                  | No et pots imaginar com em va fascinar i encara em fascina aquesta lluita silenciosa de les dones kurdes, de les víctimes per partida doble de l'Estat Islàmic, i és per això que Sinjar serà una pel·lícula de guerra amb mirada femenina | » |
| — Anna M. Bofarull | |   |

## Filmografia
- Notes al peu (2008)
- Hammada (2009)
- Sonata per a violoncel (2015)[5]
- Barcelona 1714 (2019)[6]
- ¡No pasarán! (2020)
- Sinjar (2022)[7]